# San Clemente (Californie)
Pour les articles homonymes, voir San Clemente.
San Clemente est une ville de l’État de Californie, située dans le comté d’Orange, aux États-Unis. Lors du recensement de 2010, elle compte 63 522 habitants.

## Démographie
| 1930 | 1940 | 1950  | 1960  | 1970   | 1980   |
| ---- | ---- | ----- | ----- | ------ | ------ |
| 667  | 479  | 2 008 | 8 527 | 17 063 | 27 325 |

| 1990   | 2000   | 2010   | - | - | - |
| ------ | ------ | ------ | - | - | - |
| 41 100 | 49 936 | 63 522 | - | - | - |

## Bâtiments célèbres
- La Casa Pacifica, ancienne demeure du président Richard Nixon.

## Source
- (en) Cet article est partiellement ou en totalité issu de l’article de Wikipédia en anglais intitulé « San Clemente, California » (voir la liste des auteurs).